# 1948 en architecture
| Années de l'architecture : 1945 - 1946 - 1947 - 1948 - 1949 - 1950 - 1951    |
| Décennies de l'architecture : 1910 - 1920 - 1930 - 1940 - 1950 - 1960 - 1970 |

Cet article présente les faits marquants de l'année 1948 en architecture.

## Réalisations
- États-Unis : le balcon Truman au second étage de la façade sud de la Maison-Blanche.

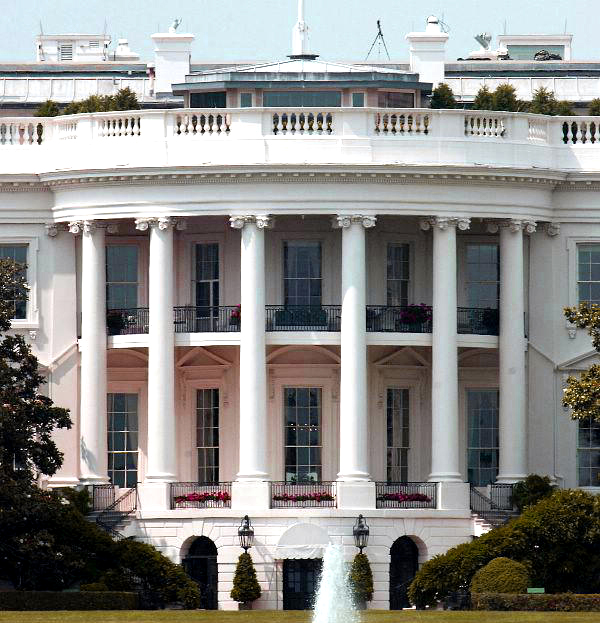
Le balcon Truman à la Maison-Blanche.

## Événements
- 30 mai : inauguration de la Fontaine Luminosa à Lisbonne.

## Récompenses
- x

## Naissances
- 10 août : François Chaslin, architecte, critique d’architecture et producteur de radio français († 7 août 2025).

## Décès
- 19 janvier : Tony Garnier (° 13 août 1869).
- 12 avril : Julio Vilamajó (° 1er juillet 1894), architecte uruguayen.
- Louis-Auguste Amos (° 1869).